# Notabitur
Německý výraz Notabitur (nouzová maturita), Notreifeprüfung nebo Kriegsabitur (válečná maturita) označuje zvláštní typ středoškolské maturity, jejímž cílem bylo usnadnit testování v dobách neobvyklých podmínek, zejména válečného stavu v zemi.
Tento druh maturit byl určen studentům středních škol, kteří chtěli odejít do války jako dobrovolníci.
V Rakouských zemích, historicky tedy i v českých zemích, byl tento typ maturitní zkoušky v dobách válečného stavu nazýván Kriegsabitur (válečná maturita). V Německu existoval středoškolský diplom již během německých válek za sjednocení, ale zejména během první a druhé světové války.
Jedním z absolventů válečné maturity v době první světové války byl rakouský básník Carl Zuckmayer, který později popsal situaci takto:
"Byla to pro nás velká zábava. Uniforma dodala i tomu nejslabšímu studentovi nádech mužné důstojnosti, proti níž byl učitel bezmocný... Dostali jsme jen nejjednodušší otázky, kde nikdo nemohl selhat. Maturita, ta noční můra mnoha mladých lidí, se proměnila v rodinnou oslavu." 